# Marshal of the Royal Air Force
Marshal of the Royal Air Force est le plus haut grade de la Royal Air Force. Il se classe immédiatement au-dessus du grade de Air Chief Marshal et est l'équivalent d'un Admiral of the Fleet dans la Royal Navy et d'un Field Marshal de l'Armée de terre britannique.

## Liste
| Année de nomination | Nom                                 | Naissance | Décès | Notes                                                                      |
| ------------------- | ----------------------------------- | --------- | ----- | -------------------------------------------------------------------------- |
| 1927                | Hugh Trenchard                      | 1873      | 1956  | Promotion au 1er janvier 1927,.                                            |
| 1933                | John Salmond                        | 1881      | 1968  | Promotion au 1er janvier 1933.                                             |
| 1936                | Édouard VIII du Royaume-Uni         | 1894      | 1972  | Rang honoraire. Promotion au 21 janvier 1936.                              |
| 1936                | George VI du Royaume-Uni            | 1895      | 1952  | Rang honoraire. Promotion au 11 décembre 1936.                             |
| 1937                | Edward Leonard Ellington (en)       | 1877      | 1967  | Promotion au 1er janvier 1937.                                             |
| 1940                | Cyril Newall                        | 1886      | 1963  | Promotion au 4 octobre 1940. Retraité seulement 20 jours après.            |
| 1944                | Charles Portal                      | 1893      | 1971  | Promotion au 1er juin 1944.                                                |
| 1945                | Arthur Tedder                       | 1890      | 1967  | Promotion au 12 septembre 1945.                                            |
| 1946                | William Sholto Douglas              | 1893      | 1969  | Promotion au 1er janvier 1946.                                             |
| 1946                | Arthur Travers Harris               | 1892      | 1984  | Promotion au 1er janvier 1946, plusieurs mois après sa mise à la retraite. |
| 1950                | John Slessor (en)                   | 1897      | 1979  | Promotion au 8 juin 1950.                                                  |
| 1953                | Philip Mountbatten, duc d'Edimbourg | 1921      | 2021  | Rang honoraire. Promotion au 15 janvier 1953.                              |
| 1954                | William Dickson (en)                | 1898      | 1987  | Promotion au 1er juin 1954.                                                |
| 1958                | Dermot Boyle (en)                   | 1904      | 1993  | Promotion au 1er janvier 1958.                                             |
| 1958                | Henry de Gloucester                 | 1900      | 1974  | Rang honoraire. Promotion au 12 juin 1958.                                 |
| 1962                | Thomas Pike (en)                    | 1906      | 1983  | Promotion au 6 avril 1962.                                                 |
| 1967                | Charles Elworthy                    | 1911      | 1993  | Promotion au 1er avril 1967.                                               |
| 1971                | John Grandy                         | 1913      | 2004  | Promotion au 1er avril 1971 ; retraité le même jour.                       |
| 1974                | Denis Spotswood (en)                | 1916      | 2001  | Promotion au 31 mars 1974 ; retraité le même jour.                         |
| 1976                | Andrew Humphrey (en)                | 1921      | 1977  | Promotion au 6 août 1976.                                                  |
| 1977                | Neil Cameron (en)                   | 1920      | 1985  | Promotion au 31 juillet 1977,.                                             |
| 1982                | Michael Beetham (en)                | 1923      | 2015  | Promotion au 14 octobre 1982 ; retraité le même jour.                      |
| 1985                | Keith Williamson (en)               | 1928      | 2018  | Promotion au 15 octobre 1985 ; retraité le même jour.                      |
| 1988                | David Craig                         | 1929      | -     | Promotion au 14 novembre 1988.                                             |
| 1992                | Peter Harding (en)                  | 1933      | -     | Promotion au 6 novembre 1992. Démissionne le 14 juin 1994.                 |
| 2012                | Prince Charles                      | 1948      | -     | Rang honoraire. Promotion au 16 juin 2012.                                 |
| 2014                | Jock Stirrup                        | 1949      | -     | Rang honoraire. Promu le 13 juin 2014.                                     |